# زوتوپیا پلاس
زوتوپیا پلاس یا زوتوپیا+ (انگلیسی: Zootopia+ با عنوان Zootropolis+‎ در اروپا) یک مینی‌سریال پویانمایی بر پایهٔ فیلم زوتوپیا (۲۰۱۶) است. این مجموعه توسط استودیو انیمیشن والت دیزنی تولید شده و در ۹ نوامبر ۲۰۲۲ از طریق سرویس استریم دیزنی پلاس منتشر شد.

## داستان
این مجموعهٔ آنتولوژی شامل شش داستان است که در طول وقایع فیلم اصلی جریان دارد.

## تولید

### توسعه
در ۱۰ دسامبر ۲۰۲۰، جنیفر لی، مدیر ارشد خلاقیت استودیو انیمیشن والت دیزنی، اعلام کرد که یک مجموعهٔ اسپین‌آف با عنوان زوتوپیا پلاس بر پایهٔ فیلم زوتوپیا (۲۰۱۶) در حال تولید برای پخش در سرویس استریم دیزنی پلاس است. ترنت کوری و جوزی ترینیداد، که به ترتیب به عنوان انیماتور و سرپرست داستان در فیلم اصلی فعالیت داشتند، کارگردانی این مجموعه را بر عهده گرفتند. ایدهٔ ساخت این مجموعه در سال ۲۰۲۰ و طی یک جلسه ارائه طرح توسط کوری مطرح شد؛ او این طرح را به عنوان یکی از سه پیشنهاد برای تولید مجموعه‌های احتمالی دیزنی پلاس ارائه داد. علاقهٔ کوری به دنیای فیلم و شخصیت‌های آن، انگیزه‌ای برای توسعهٔ این مجموعه بود. در ابتدا، قرار بود ترینیداد تنها دو قسمت را کارگردانی کند، اما شور و هیجان او برای مشارکت در پروژه باعث شد تا به عنوان کارگردان مشترک تمام قسمت‌ها در کنار کوری انتخاب شود. تولید این مجموعه به دلیل دنیاگیری کووید-۱۹ به صورت دورکاری انجام شد که به گفتهٔ تهیه‌کننده نیتن کرتیس، روند تولید را با چالش‌هایی مواجه کرد.
طرح اولیهٔ کوری شامل ده داستان بود، اما با توجه به سفارش تولید شامل شش قسمت، چهار داستان حذف شدند. جنیفر لی تهیه‌کنندگی اجرایی این مجموعه را به همراه کارگردانان فیلم‌های زوتوپیا و افسون (۲۰۲۱)، یعنی بایرون هاوارد و جرد بوش بر عهده داشته است.

## انتشار
زوتوپیا پلاس در ۹ نوامبر ۲۰۲۲ از طریق دیزنی پلاس پخش شد. این مجموعه شامل شش قسمت است.